# Zimming
Zimming település Franciaországban, Moselle megyében. Lakosainak száma 711 fő (2022. január 1.). Zimming Haute-Vigneulles, Bambiderstroff, Boucheporn, Hallering, Longeville-lès-Saint-Avold, Narbéfontaine és Obervisse községekkel határos.

## Népesség
A település népessége az elmúlt években az alábbi módon változott:
| Lakosok száma | 685  | 706  | 718  | 712  | 709  | 707  | 704  | 703  | 711  |
|               | 2013 | 2015 | 2016 | 2017 | 2018 | 2019 | 2020 | 2021 | 2022 |